# Battaglia di San Roque
La battaglia di San Roque fu uno scontro armato avvenuto il 22 aprile 1829 a pochi chilometri dalla città di Córdoba, in Argentina, nell'ambito delle guerre civili argentine. In essa si scontrarono un esercito unitario, composto da veterani della guerra argentino-brasiliana e guidato dal generale José María Paz, ed uno composto da federales, comandato dal governatore provinciale Juan Bautista Bustos.
La battaglia fu vinta da Paz, che in seguito ad essa prese il potere nella provincia; Bustos, sconfitto, fu invece costretto a rifugiarsi presso il caudillo di La Rioja Juan Facundo Quiroga.

## Antefatti
Il tentativo da parte del presidente Bernardino Rivadavia di dare un governo nazionale all'Argentina era finito nel 1827 con le dimissioni di quest'ultimo, osteggiato dai governatori federalisti delle province, tra i quali si era distinto Juan Bautista Bustos, giunto al potere a Córdoba. La presa di potere a Buenos Aires di Manuel Dorrego, esponente di spicco dei federales, coalizzò gli unitarios con gli ufficiali dell'esercito nazionale, in rivolta dopo la firma dell'accordo che poneva fine alla guerra contro l'Impero del Brasile. Il generale Juan Lavalle, ponendosi a capo della prima colonna dell'esercito di ritorno dai campi di battaglia, rovesciò il governo di Dorrego il 1º dicembre 1828; a capo della seconda colonna, composta per lo più da soldati originari di Córdoba, Paz partì invece verso l'interno del Paese per rovesciare il governo di Bustos.
Attraversando il territorio di Santa Fe, il 3 aprile 1829 Paz si incontrò con Lavalle, reduce da una disastrosa campagna militare contro i suoi oppositori. Nonostante quest'ultimo si trovasse costretto a retrocedere per difendere Buenos Aires, Paz decise di non unire le due colonne e di proseguire verso la meta stabilita.
All'arrivo di Paz nella provincia di Córdoba, Bustos abbandonò la capitale, permettendone l'occupazione il 12 aprile 1829. I due contendenti accordarono il 14 aprile la convocazione di nuove elezioni, alle quali nessuno dei due avrebbe potuto presentarsi.

## La battaglia
Prima che Bustos potesse ricevere gli aiuti richiesti a Juan Facundo Quiroga, capo militare della vicina provincia di La Rioja, Paz fece avvicinare il suo esercito all'accampamento militare del governatore, imponendogli la delega di governo per la convocazione di nuove elezioni. Una volta ottenuto il potere, però, intimò a Bustos di sciogliere il suo esercito.
Il 22 aprile il generale unitario calò sull'accampamento nemico organizzando l'attacco su due colonne; le truppe di Bustos si dispersero rapidamente, lasciando sul campo 40 morti, 200 prigionieri e una grande riserva d'armi.

## Conseguenze
Dopo la vittoria Paz prese il potere nella provincia di Córdoba, organizzandola politicamente e militarmente, mentre Bustos si rifugiò a La Rioja, dove Quiroga organizzò la reazione delle province federali. Nei mesi successivi Paz sconfisse Quiroga alla Tablada e ad Oncativo, provocando l'intervento del governatore di Santa Fe, Estanislao López. All'indomani dello scontro decisivo, però, Paz fu catturato da una pattuglia nemica; la Liga Unitaria da lui promossa non gli sopravvisse a lungo, segnando con la sua dissoluzione la sconfitta degli unitarios.